# 小行星29292
小行星29292（29292 Conniewalker）是一颗绕太阳运转的小行星，为主小行星带小行星。该小行星于1993年5月24日发现。

## 轨道参数
小行星29292的轨道半长轴为2.3476919 UA，离心率为0.200。